# Acerno
Acerno é uma comuna italiana da região da Campania, província de Salerno, com cerca de 3.013 habitantes. Estende-se por uma área de 72 km², tendo uma densidade populacional de 42 hab/km². Faz fronteira com Bagnoli Irpino (AV), Calabritto (AV), Campagna, Giffoni Valle Piana, Montecorvino Rovella, Montella (AV), Olevano sul Tusciano, Senerchia (AV).

## Demografia
| Variação demográfica do município entre 1861 e 2011                               |
|                                                                                   |
| Fonte: Istituto Nazionale di Statistica (ISTAT) - Elaboração gráfica da Wikipedia |